# Andreas Mihavecz
Andreas Mihavecz (* 1960/61) ist ein aus Bregenz stammender Österreicher, der laut Guinness-Buch der Rekorde 1997 den Weltrekord für das längstandauernde Überleben ohne die Versorgung mit Nahrung oder Flüssigkeiten hält.
Am 1. April 1979 wurde der zu diesem Zeitpunkt 18-jährige Maurerlehrling in Gewahrsam der Gendarmerie in Höchst genommen, nachdem er als Passagier in einen Autounfall verwickelt gewesen war. Für seine Anhaltung waren drei Gendarmeriebeamte verantwortlich, von denen ein jeder dachte, dass die beiden anderen Mihavecz bereits freigelassen hätten. Eine Vermisstenanzeige der Mutter von Mihavecz wurde ignoriert. Da seine Zelle im Keller lag, hörte niemand seine Rufe. Er verlor 24 Kilogramm an Gewicht. Mihavecz überlebte, da er Kondenswasser von den Wänden zu sich nahm. 17 Tage nach der Festnahme, am 18. April 1979, entdeckte der Beamte Helmut Hämmerle zufällig Mihavecz, nachdem er den Geruch aus der Zelle wahrgenommen hatte. Bis zur Wiederherstellung der Gesundheit  Mihaveczs vergingen Wochen.
Im folgenden Strafverfahren beschuldigten sich die drei beteiligten Gendarmen gegenseitig. Wegen „Grober Fahrlässigkeit im Amt“ wurden die Beamten zu Geldstrafen von umgerechnet je 2000 € verurteilt. Zwei Jahre später wurden Mihavecz in einem Zivilverfahren 250.000 Schilling (inflationsbereinigt rund 49.158,50 €) zugesprochen.
Der Fall wurde später irrtümlich in einem Buch über Urban Legends angeführt und dort als eine modernisierte Form einer mittelalterlichen Sage über einen vergessenen Häftling bezeichnet.